# Liste des élections législatives françaises sous la Cinquième République
Depuis l'adoption de la constitution de la cinquième République française, une quinzaine d' élections législatives ont eu lieu afin d'élire les députés de l'Assemblée nationale, dont six après une dissolution cette Assemblée nationale par le président de la République (1962,1968, 1981, 1988, 1997 et 2024).

## Liste
En gras, le pourcentage et les sièges obtenus par le ou les partis ayant une majorité relative (1988 et 2024) ou absolue (les dix autres élections), seul ou en coalition.
- (1) Les radicaux forment jusqu'en 1972 un seul parti, malgré les divisions sur la guerre d'Indochine qui les ont placés au centre de l'échiquier politique depuis le mandat de premier ministre en 1954-1955 de Pierre Mendès-France, démissionnaire en juillet 1958 pour fonder l'UFD.
- (2) En 1962, 1967 et 1968, ce score inclut le seul PCF et pas celui d'un petit parti créé en septembre 1958 par sept députés SFIO opposés à guerre d'Algérie rejoints par Pierre Mendès-France, le PSA, renommé en avril 1960 PSU, qui obtient près de 4% en 1968 et des députés dès 1962.
- (3) En 1962, les radicaux, sortis du gouvernement depuis mai 1959 par la démission du ministre de l'Intérieur Jean Berthoin ne sont ni dans la majorité ni dans l'opposition. Ils se rallient ensuite à Jean Lecanuet, 3e homme de la présidentielle 1965, qui peu après crée le Centre démocrate. Le finaliste François Mitterrand fonde, lui, autour de la SFIO, la FGDS, que les radicaux décident de rejoindre après la présidentielle, où François Mitterrand a fait 45% au second tour, plus que prévu.
- (4) En 1967, l'espace libéré par l'extinction de radicaux, tombés à 8% en 1958 et 7% en 1962, puis ralliés à la FGDS, est occupé par ce Centre démocrate, rejoint par des députés souhaitant survivre à l'extinction du MRP, grand parti de centre-droit tombé à 11% en 1958 et 9% en 1962.
- (5) L'année 1967, voit aussi l'absorption par la nébuleuse gaulliste de l'autre partie de la droite non-gaulliste.
- (6) En 1968, le Centre démocrate a pris la tête d'une nébuleuse centriste baptisée Progrès et démocratie moderne, qui progresse, avec plus de 10% des voix, mordant sur l'électorat de la SFIO, malgré l'élargissement de cette dernière, devenue FGDS en incluant les radicaux.
- (7) En 1973, le Mouvement des radicaux de gauche (MRG), créé l'année précédente par des dissidents radicaux, appuie l'Union de la gauche et son programme commun signé en 1972 avec la SFIO, rebaptisée PS depuis 1971 et que les avaient rejoints dès 1965. Le PCF est première force de cette union, mais l'arrivée du MRG, contribuera à inverser le rapport de force dès 1978.
- (8) En 1973, le centre vire à droite face aux craintes suscitées par le Programme commun de la gauche: il grossit en rejoignant l'Union des républicains de progrès (URP), encore dominée par les gaullistes du Premier ministre Pierre Messmer, mais qui ne sont plus qu'à 24% des voix. En siège, ce sont les giscardiens qui sont désormais les plus nombreux dans cette URP.
- (9) En 1978, les gaullistes ne sont plus les premiers à droite en voix non plus, cédant cette place au centre qui a viré encore plus à droite avec le "Plan Barre" (1976), du président Valéry Giscard d'Estaing, qui réussit ensuite à regrouper toute la droite non-gaulliste en créant le 1er février 1978 l'UDF. Après 1973 et jusqu'en 2017, le Centre n'a plus de parti important, malgré la percée, limitée, du  en 2007
- (10) En 1986, les listes communes RPR-UDF obtiennent 44% à la proportionnelle, qui augmente de 86 le nombre de députés. Avec 155 députés[1], les gaullistes du RPR redeviennent les premiers à droite devant l'UDF
- (11) En 1986, les premières et seules législatives de la Ve République tenues au scrutin proportionnel, supprimé l'année suivante par la nouvelle majorité de droite, sans revenir au nombre antérieur de députés. Ce scrutin donne leurs chances aux FN et au Écologistes, mais seul le premier obtient ses premiers députés, 35, un nombre qu'il ne retrouvera que 38 ans plus tard.
- (12) En 1988, PS et MRG n'ont plus comme en 1981 la majorité absolue et tentent d'obtenir des ralliements par une "ouverture au centre", plutôt que de dépendre des voix de son ex-allié le PCF.
- (13) En 1993, les deux partis écologistes percent, lors de l'effondrement du PS, mais sans députés car sans alliances.
- (14) En 1997, Les Verts ont leurs premiers députés, dans des circonscriptions réservées via l'alliance Gauche plurielle, la première depuis 1978 à réunir aussi PS et PCF. Verts et PCF, 17% à eux deux, sont à 20% en ajoutant les 2,8% du Mouvement des citoyens (MDC) de Jean-Pierre Chevènement (4 députés), scission du PS, qui est lui à 23,5%.
- (15) En 1997 aussi, le FN  perce à 15% des voix, gagnant 2,5 points, et crée 76 triangulaires en maintenant ses candidats, ce qui permet à la gauche d'emporter 297 sièges avec 43% des voix.
- (16) En 2002, le FN retombe au plus bas depuis 14 ans, pénalisé par le refus de Jacques Chirac de débattre avec Jean-Marie Le Pen avant le deuxième tour de la présidentielle, où ce dernier a reculé.
- (17) En 2007, c'est la scission de l'UDF, après la campagne présidentielle menée au centre par François Bayrou (19%), qui refuse de se désister au second tour puis crée dans la foulée le MoDem, l'aile droite devenant de son côté en juin le Nouveau centre (NC), rebaptisé en octobre 2012 UDI.
- (18) En 2012, contrairement à 1997, le PS n'est plus allié au PCF, qui a soutenu Jean-Luc Mélenchon à la présidentielle et présenté avec lui des candidats communs via le FG.
- (19) En 2017, une partie des députés PS sont élus grâce à l'absence de candidats de l'alliance LREM-MoDem, qui espère enrayer la montée à la présidentielle de LFI. Cette dernière présente des candidats contre presque ceux du PCF, qui avait pourtant soutenu Jean-Luc Mélenchon lors des présidentielles 2012 et 2017 via le FG. Le parti Génération.s, scission du PS, est créé après les législatives par Benoit Hamon, candidat désigné par la primaire socialiste de 2017.
- (20) En 2022, la plupart des députés de gauche sont élus sous l'étiquette "NUPES", alliance entre PS, PCF, EELV, LFI et Génération.s.
- (21) En incluant les voix de Reconquête, parti d'Éric Zemmour, soit près de 5%% en 2022 et 0,71% en 2024, puis les 3,96% et 17 députés de l'Union de l'extrême droite d'Éric Ciotti en 2024.
- (22) dont 10,5% pour LFI et 2,4% pour le PCF, avec 65 députés LFI et 8 du PCF.
- (23) Le groupe parlementaire écologiste a inclus après l'élection 4 députés dissidents de PCF, dont François Ruffin, et 4 du parti Génération.s, scission du PS.
- (24) En 2024, la plupart des députés de gauche sont élus sous l'étiquette "NFP", alliance entre PS, PCF, EELV, LFI et Génération.s.

## Chronologie

### Années 1950 et années 1960
- 1958: les premières élections législatives de la Cinquième République marquent le retour au pouvoir du général Charles de Gaulle, qui l'avait quitté en 1946, avec un nouveau mode de scrutin, majoritaire uninominal à deux tours, qui amplifie la victoire de la droite alors que la proportionnelle départementale de la Quatrième République donnait une représentation plus forte aux oppositions.
- 1962: la dissolution de l'Assemblée par Charles de Gaulle, confronté au terrorisme de l'OAS à la fin de la Guerre d'Algérie, permet aux gaullistes de se rapprocher de la majorité absolue. Dans l'opposition des accords de désistement au second tour entre communistes et socialistes leur permettent de gagner des sièges.
- 1967: le pouvoir gaulliste ne remporte les élections que de quelques sièges, les deux partis de gauche progressent de 63 sièges, en totalisant 41,5% contre 37,5% pour le parti gaulliste, qui doit compter sur les 27 députés réunis par le Centre démocrate de Jean Lecanuet, avec 12,8% des voix, pour conserver le pouvoir.
- 1968: les législatives sont convoquées par De Gaulle en pleine crise de mai 68, résolue par les accords de Grenelle, suivis immédiatement d'une dissolution et d'une grande manifestation gaulliste sur les Champs-Élysées. Elles donnent à son parti sa première majorité absolue, avec à lui seul 294 sièges, soit 51 de plus que les 243 requis. Les partis de gauche subissent une cuisante défaite, perdant 39 sièges pour le PCF et 59 pour le PS.

### Années 1970 et années 1980
- 1973: l'UDR perd la majorité absolue acquise en 1968 et doit s'allier pour gouverner au CDP et aux RI de Valéry Giscard d'Estaing, rappelé au ministère de l'Économie et des Finances en juin 1969 par le nouveau président Georges Pompidou.
- 1978: les partis de gauche mais ne parviennent toutefois pas à remporter le scrutin alors que le PS devient la première formation de gauche devant le PCF.
- 1981: le président François Mitterrand, premier président de gauche élu au suffrage universel, dissout l'Assemblée nationale et y obtient une majorité absolue pour le PS.
- 1986: la première cohabitation commence après la victoire de l'union RPR-UDF, via un scrutin proportionnel utilisé pour la première et unique fois sous la Cinquième République, permettant l'entrée du FN au Parlement.
- 1988: réélu, le président Mitterrand dissout l'Assemblée comme en 1981 mais cette fois le PS échoue à remporter la majorité absolue.

### Années 1990 et années 2000
- 1993: la deuxième cohabitation commence après une large victoire, comme en 1986, de l'union RPR-UDF, via cette fois un scrutin majoritaire qui ne laisse que 91 députés à la gauche, aussi peu qu'en 1968 sur une assemblée en comportant une centaine de plus. Double percée historique des écologistes (7,68% des voix, sans alliance) et du FN (12,48% des voix), ni l'un ni l'autre obtenant de députés.
- 1997: la troisième cohabitation commence, après une courte victoire de la gauche plurielle obtenu grâce aux triangulaires après la dissolution décidée par le président Jacques Chirac, contesté par un très large mouvement social.
- 2002: facilement réélu président de la République face à Jean-Marie Le Pen au second tour, Jacques Chirac obtient une majorité absolue lors de législatives organisées à la date prévue par l'inversion du calendrier électoral décidée en 2000, sans dissolution. Il fonde pour ces électons l'Union pour la majorité présidentielle, ayant vocation à la fusion en un seul parti du Rassemblement pour la République (RPR), de Démocratie libérale (DL) et du Mouvement des réformateurs (MDR) et que de nombreux parlementaires de l'UDF rejoignent lorsqu'elle est rebaptisée Union pour un mouvement populaire, avec le même sigle, UMP.
- 2007: la majorité UMP est reconduite après l'élection de Sarkozy à la présidence de la République, mais réduite par rapport à 2002, car une partie de l'UDF fait de la résistance et se scinde pour créer le Modem, premier grand parti réellement centriste depuis la création  de l'UDF au milieu des années 1970.

### Années 2010 et années 2020
- 2012 : François Hollande élu président de la République, le PS remporte la seconde majorité absolue de son histoire, après celle de 1981, mais avec un forte abstention. Par ailleurs, depuis 2009, le nombre de députés est fixé à 577[2],[3].
- 2017: le parti créé par Emmanuel Macron pour contribuer à son élection à la présidence, La République en marche, obtient la majorité absolue mais avec une abstention encore plus forte qu'en 2012 et l'effondrement du PS, tombé au plus bas de son histoire, cinq ans après avoir eu la majorité absolue.
- 2022: pour la première fois depuis les législatives de 1988, le président élu ne dispose que d'une majorité relative dans la foulée de l'élection présidentielle. Le RN obtient le meilleur score de son histoire, en sièges comme en voix.
- 2024 : avec une participation au plus haut depuis trois décennies, l'assemblée élue est très divisée et sans majorité absolue. Le NFP obtient contre toute attente une majorité relative, plus courte que celle de l'alliance présidentielle en 2022, qui finit, contre toute attente aussi, devant le RN. Ce dernier obtient de nouveau le meilleur score de son histoire, en sièges comme en voix, encore plus haut qu'en 2022, après que tous les sondages aient pronostiqué qu'il obtienne la majorité des sièges, le plus souvent une majorité absolue.